# Massongy
Massongy est une commune française située dans le département de la Haute-Savoie, en région Auvergne-Rhône-Alpes et dans l'agglomération du Grand Genève.

## Géographie
La commune de Massongy est, entre autres, traversée par un ruisseau, le Vion.

## Urbanisme

### Typologie
Au 1er janvier 2024, Massongy est catégorisée petite ville, selon la nouvelle grille communale de densité à sept niveaux définie par l'Insee en 2022.
Elle est située hors unité urbaine. Par ailleurs la commune fait partie de l'aire d'attraction de Genève - Annemasse (partie française), dont elle est une commune de la couronne,. Cette aire, qui regroupe 158 communes, est catégorisée dans les aires de 700 000 habitants ou plus (hors Paris),.

### Occupation des sols
L'occupation des sols de la commune, telle qu'elle ressort de la base de données européenne d’occupation biophysique des sols Corine Land Cover (CLC), est marquée par l'importance des territoires agricoles (55,5 % en 2018), en augmentation par rapport à 1990 (52,6 %). La répartition détaillée en 2018 est la suivante : 
forêts (32 %), terres arables (31,5 %), zones agricoles hétérogènes (14,6 %), zones urbanisées (12,2 %), prairies (9,3 %), milieux à végétation arbustive et/ou herbacée (0,3 %).
L'IGN met par ailleurs à disposition un outil en ligne permettant de comparer l’évolution dans le temps de l’occupation des sols de la commune (ou de territoires à des échelles différentes). Plusieurs époques sont accessibles sous forme de cartes ou photos aériennes : la carte de Cassini (XVIIIe siècle), la carte d'état-major (1820-1866) et la période actuelle (1950 à aujourd'hui).

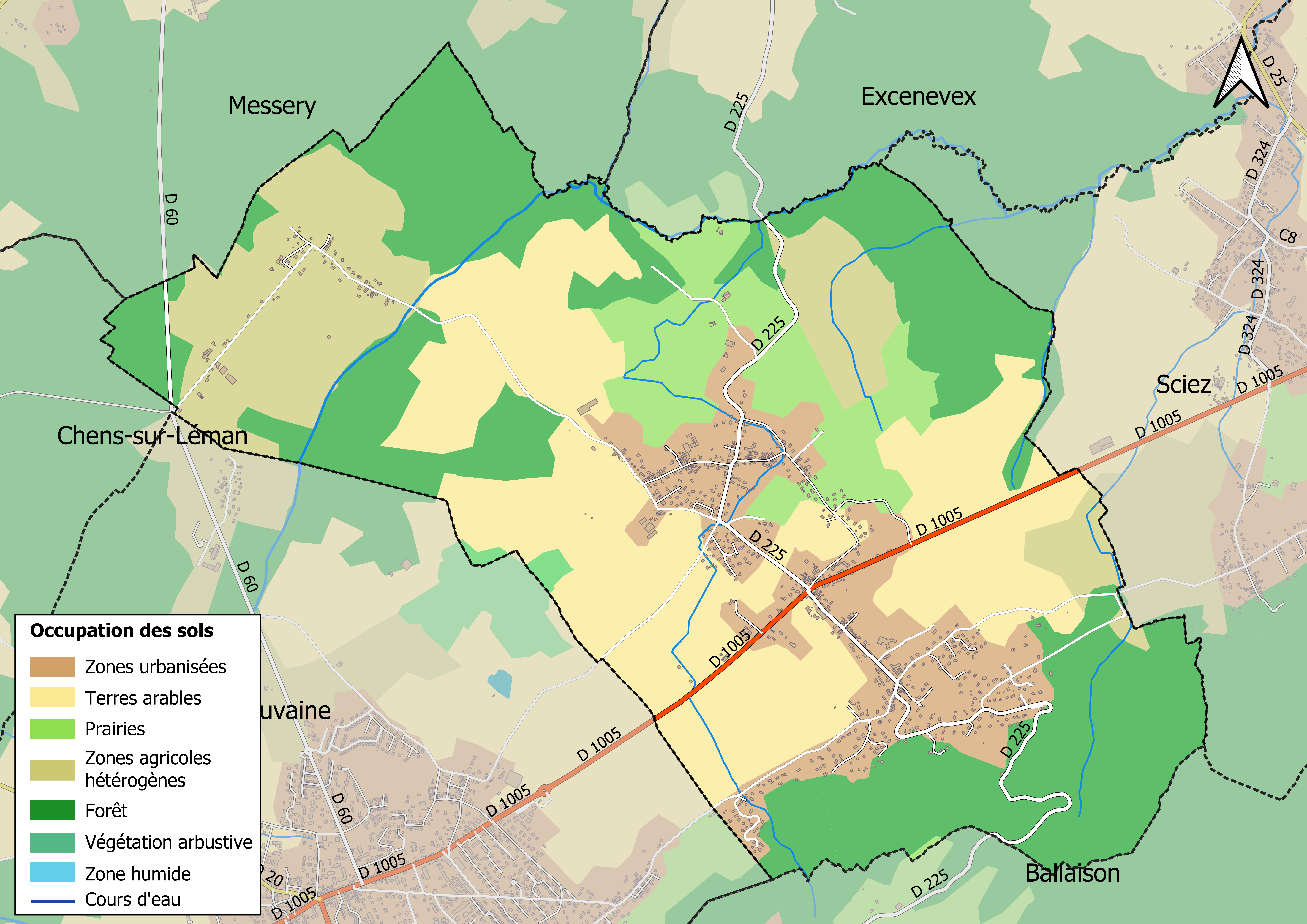
Carte des infrastructures et de l'occupation des sols en 2018 (CLC) de la commune.
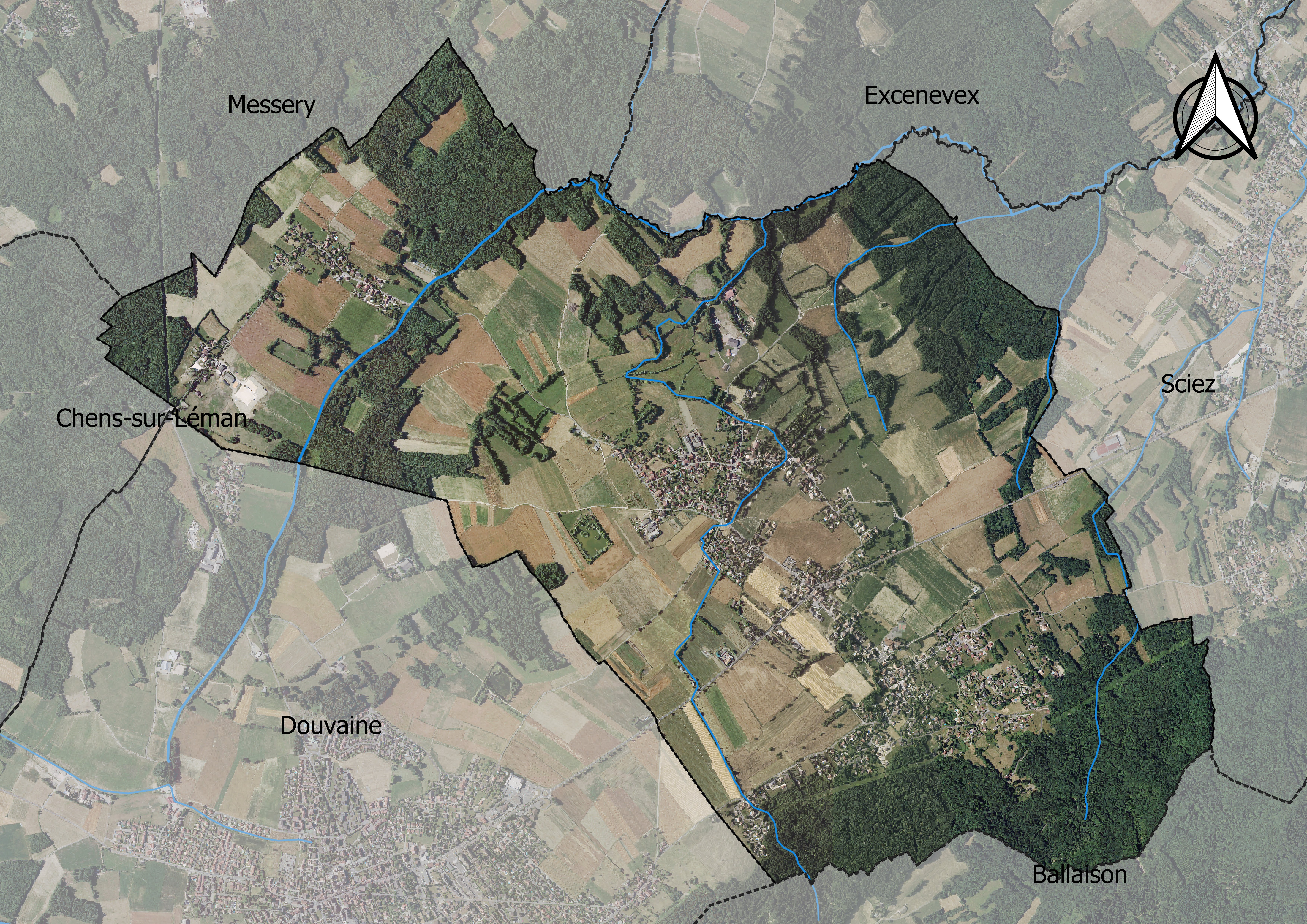
Carte orthophotogrammétrique de la commune.

## Toponymie
Les premières formes du nom de la paroisse ou du village sont Masony en 1236, puis Cura de Massongie, Massungier, Massongiacus et Massongier du XIVe au XVIe siècle.
Le toponyme semble provenir du nom d'un domaine gallo-romain *Massoniacum, qui dérive du patronyme Massonius avec le suffixe -acum.
En francoprovençal, le nom de la commune s'écrit Marsanzhi (graphie de Conflans) ou Massongi / Marsongi (ORB).
Le nom de Massongy remonte à l’invasion des burgondes : c’est un toponyme germanique qui signifie mesurer, en rapport avec le partage des terres et, si plusieurs familles de la noblesse ont possédé des fiefs très divers sur le territoire de la commune, les Massongiens fiers et indépendants n’ont jamais eu de seigneur.

## Histoire
Le village Massongy relève, au cours de la période médiévale, de la châtellenie de Ballaison et de son château.

## Politique et administration

### Situation administrative
La commune de Massongy, au lendemain de l'annexion de la Savoie à la France de 1860, intègre le canton de Douvaine. Elle appartient, depuis 2015, au canton de Sciez, qui compte selon le redécoupage cantonal de 2014 25 communes.
La commune est membre, avec dix-sept autres, de la communauté de communes du Bas-Chablais.
Massongy relève de l'arrondissement de Thonon-les-Bains et de la cinquième circonscription de la Haute-Savoie, dont la députée est Anne-Cécile Violland (Horizons).

### Liste des maires
| Période                                  | Période  | Identité                  | Étiquette | Qualité |
| ---------------------------------------- | -------- | ------------------------- | --------- | ------- |
| Les données manquantes sont à compléter. |          |                           |           |         |
| mars 2014                                | mai 2020 | François ROULLARD         | DVD       | MAIRE   |
| mai 2020                                 | En cours | Sandrine GRILLET-DETURCHE | SE        | MAIRE   |

### Politique de développement durable
La commune s’est engagée dans une politique de développement durable en lançant une démarche d'Agenda 21 en 2009.
En 2014, la commune obtient le niveau « deux fleurs » au concours des villes et villages fleuris.  Elle a aussi reçu  le ‘’Trophée d’Or 2012‘’ aux "Victoires du Paysage".
Massongy est aussi la première et seule commune du Chablais à avoir obtenu le label ’’Agenda 21 local France’’, décerné par le Ministère de l’environnement.

## Population et société

### Démographie
Ses habitants sont appelés les Massongiennes et les Massongiens.
L'évolution du nombre d'habitants est connue à travers les recensements de la population effectués dans la commune depuis 1793. Pour les communes de moins de 10 000 habitants, une enquête de recensement portant sur toute la population est réalisée tous les cinq ans, les populations de référence des années intermédiaires étant quant à elles estimées par interpolation ou extrapolation. Pour la commune, le premier recensement exhaustif entrant dans le cadre du nouveau dispositif a été réalisé en 2007.

En 2022, la commune comptait 1 693 habitants, en évolution de +10,58 % par rapport à 2016 (Haute-Savoie : +6,01 %, France hors Mayotte : +2,11 %).
| 1793 | 1800 | 1806 | 1822 | 1838 | 1848 | 1858 | 1861 | 1866 |
| ---- | ---- | ---- | ---- | ---- | ---- | ---- | ---- | ---- |
| 511  | 583  | 591  | 705  | 804  | 860  | 801  | 712  | 738  |

| 1872 | 1876 | 1881 | 1886 | 1891 | 1896 | 1901 | 1906 | 1911 |
| ---- | ---- | ---- | ---- | ---- | ---- | ---- | ---- | ---- |
| 753  | 818  | 752  | 741  | 731  | 708  | 655  | 672  | 567  |

| 1921 | 1926 | 1931 | 1936 | 1946 | 1954 | 1962 | 1968 | 1975 |
| ---- | ---- | ---- | ---- | ---- | ---- | ---- | ---- | ---- |
| 527  | 576  | 521  | 506  | 519  | 532  | 513  | 474  | 605  |

| 1982 | 1990  | 1999  | 2006  | 2007  | 2012  | 2017  | 2022  | - |
| ---- | ----- | ----- | ----- | ----- | ----- | ----- | ----- | - |
| 717  | 1 035 | 1 146 | 1 265 | 1 281 | 1 571 | 1 494 | 1 693 | - |

### Médias

#### Radios et télévisions
La commune est couverte par des antennes locales de radios dont France Bleu Pays de Savoie, ODS Radio, Radio Chablais… Enfin, la chaîne de télévision locale TV8 Mont-Blanc diffuse des émissions sur les pays de Savoie. Régulièrement l'émission La Place du village expose la vie locale. France 3 et sa station régionale France 3 Alpes, peuvent parfois relater les faits de vie de la commune.

#### Presse et magazines
La presse écrite locale est représentée par des titres comme Le Dauphiné libéré, L'Essor savoyard, Le Messager - édition Chablais, le Courrier savoyard.

## Culture locale et patrimoine

### Lieux et monuments
- L’église Saint-Jean-Baptiste.
- Jardin aux iris, jardin paysager privé de 2 hectares créé en 1986.
- L'école publique de Massongy, qui regroupe sous une même direction, l'école maternelle et l'école élémentaire.

### Héraldique
| Armes de Massongy | Les armes de Massongy se blasonnent ainsi : Écartelé : au premier d'azur à une faux et à un fléau au naturel passées en sautoir, à une gerbe de blé d'or brochant sur le tout, au deuxième fascé d'argent et d'azur, chaque fasce d'azur chargée d'une étoile d'or, au troisième d'argent au chevron d'azur accompagné, en chef, de deux tourteaux du mème et en pointe d'une coquille de gueules, au quatrième d'or à une hotte au naturel remplie de grappes de raisin du même, le tout sommé d'un chef de gueules chargé d'une croix d'argent. |